# Calorimetria differenziale a scansione

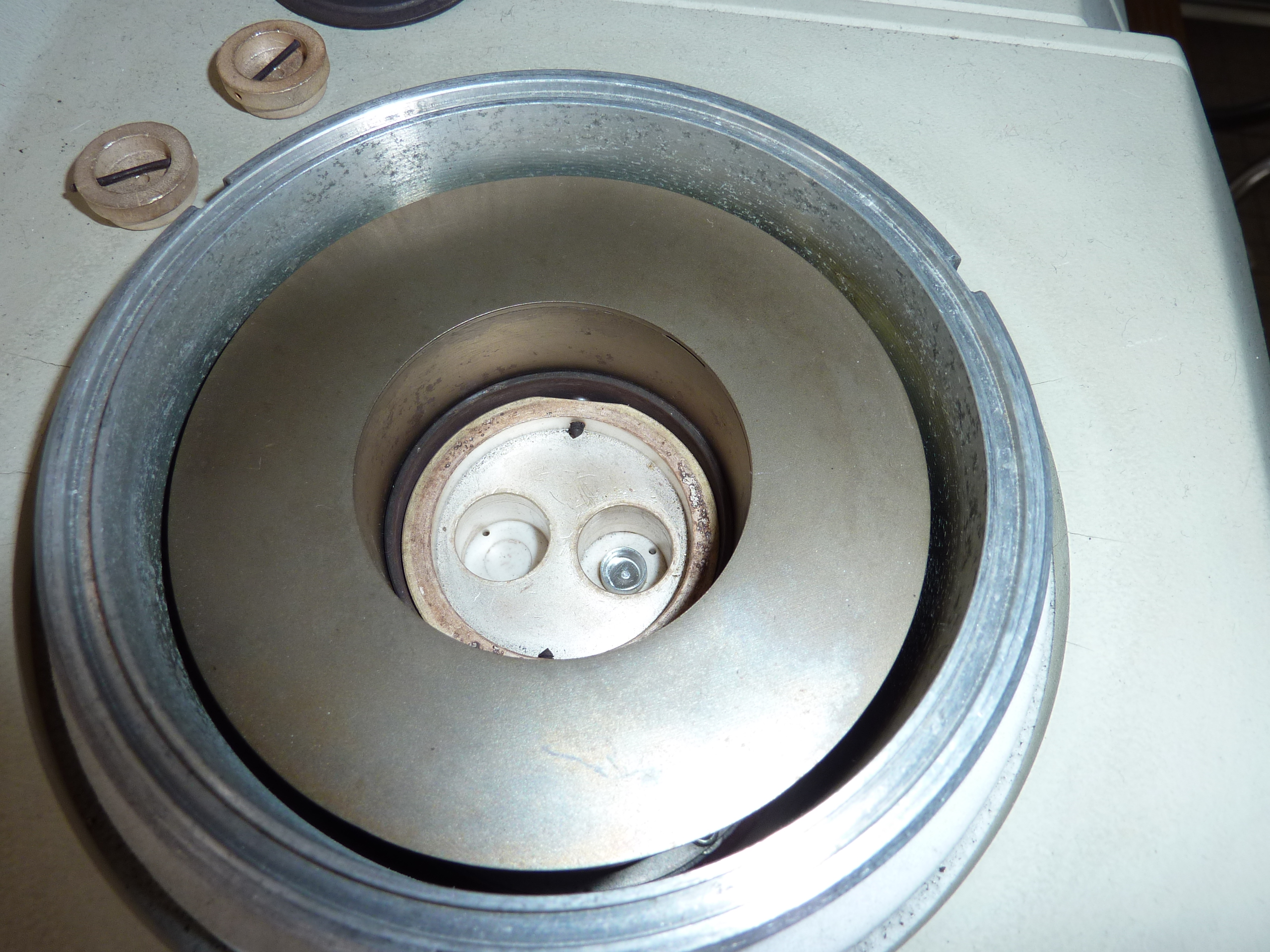
Interno di un calorimetro differenziale a scansione.

La calorimetria differenziale a scansione, nota anche con la sigla DSC (dall'inglese differential scanning calorimetry), è, insieme all'analisi termica differenziale (DTA), la principale tecnica di analisi termica utilizzabile per caratterizzare molti tipi di materiali tra cui polimeri, metalli e materiali ceramici.
Il principio di base di questa tecnica consiste nel ricavare informazioni sul materiale riscaldandolo o raffreddandolo in maniera controllata.
In particolare il DSC si basa sulla misura della differenza di flusso termico tra il campione in esame e uno di riferimento mentre i due sono vincolati a una temperatura variabile definita da un programma prestabilito.
La misura differenziale del sistema è estremamente importante sia dal lato teorico che dal lato pratico, perché il segnale risultante può essere studiato indipendentemente da tutti quegli effetti termici esterni al sistema che si ripercuotono in modo eguale sui due campioni permettendo di ricevere in uscita il comportamento proprio del materiale, o della porzione di materiale, indipendentemente dalle condizioni di prova.

## Funzionamento
La macchina viene predisposta mettendo sugli alloggiamenti due crogioli identici (detti coppelline) scelti in modo da resistere alle temperature di prova senza interagire con il campione in esame. Uno dei due crogioli rimarrà vuoto in quanto servirà come riferimento per la misura differenziale. Se la macchina a disposizione è fornita di bilancia è meglio caricare il materiale solo dopo aver tarato la bilancia con il peso dei crogioli vuoti in modo da avere una misura precisa della massa inserita del campione.
Tramite l'unità di controllo si chiude ermeticamente la fornace in modo da isolare l'ambiente di prova dall'esterno.
Una volta inserito il programma termico (solitamente una rampa lineare di temperatura), all'interno della fornace contenente il materiale da analizzare viene creata un'atmosfera inerte con un flusso continuo ed uniforme di Ar o N2.
Una volta iniziata la prova, il calore ceduto dalla fornace riscalda sia il campione che il provino di riferimento in egual modo. Ogni variazione di temperatura tra i due è dovuta a fenomeni che insorgono nel materiale da analizzare: una reazione esotermica innalzerà la temperatura del campione mentre una endotermica farà l'opposto.
Durante tutto l'arco dell'esperimento un sistema di termocoppie raccoglie i dati di temperatura e li invia ad un elaboratore che mediante un apposito software li elabora per generare l'uscita per l'utente.
Una volta terminata la prova il sistema di raffreddamento permette all'operatore di aprire la macchina e rimuovere i crogioli.
Introducendo delle opportune approssimazioni, è possibile analizzare quantitativamente il meccanismo di funzionamento del calorimetro dimostrando che il flusso termico differenziale (dato dalla differenza tra il flusso di calore che dovrebbe essere erogato dallo strumento al campione e al provino di riferimento in modo da mantenerli in equilibrio termico secondo lo schema di temperature impostato per la prova) è direttamente proporzionale alla differenza di temperatura tra campione di riferimento e campione in analisi.
È quindi giustificato il principio di funzionamento dello strumento che misura tramite termocoppie la differenza di temperatura tra il campione e il riferimento per stimare il flusso termico delle reazioni che avvengono all'interno del materiale in quanto direttamente proporzionali tra loro.

## Applicazioni
Nell'industria farmaceutica l'analisi termica (DSC assieme a analisi termogravimetrica e termoottica) è utilizzata per stimare la purezza di un materiale, oltre che la sua stabilità e la presenza di polimorfismi.